# Chrysogorgia chryseis
Chrysogorgia chryseis är en korallart som beskrevs av Bayer och Carlo de Stefani 1988. Chrysogorgia chryseis ingår i släktet Chrysogorgia och familjen Chrysogorgiidae. Inga underarter finns listade i Catalogue of Life.